# Franc Kangler

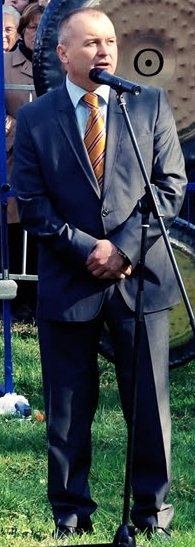

Franc Kangler (n. 8 iulie 1965) este un politician sloven, membru al partidului popular sloven și primar al orașului Maribor.